# Phytophthora nicotianae
Phytophthora nicotianae là một sinh vật gây bệnh cho cây. Loài này có ở rễ cây Zamioculcas zamiifolia.

## Hình ảnh

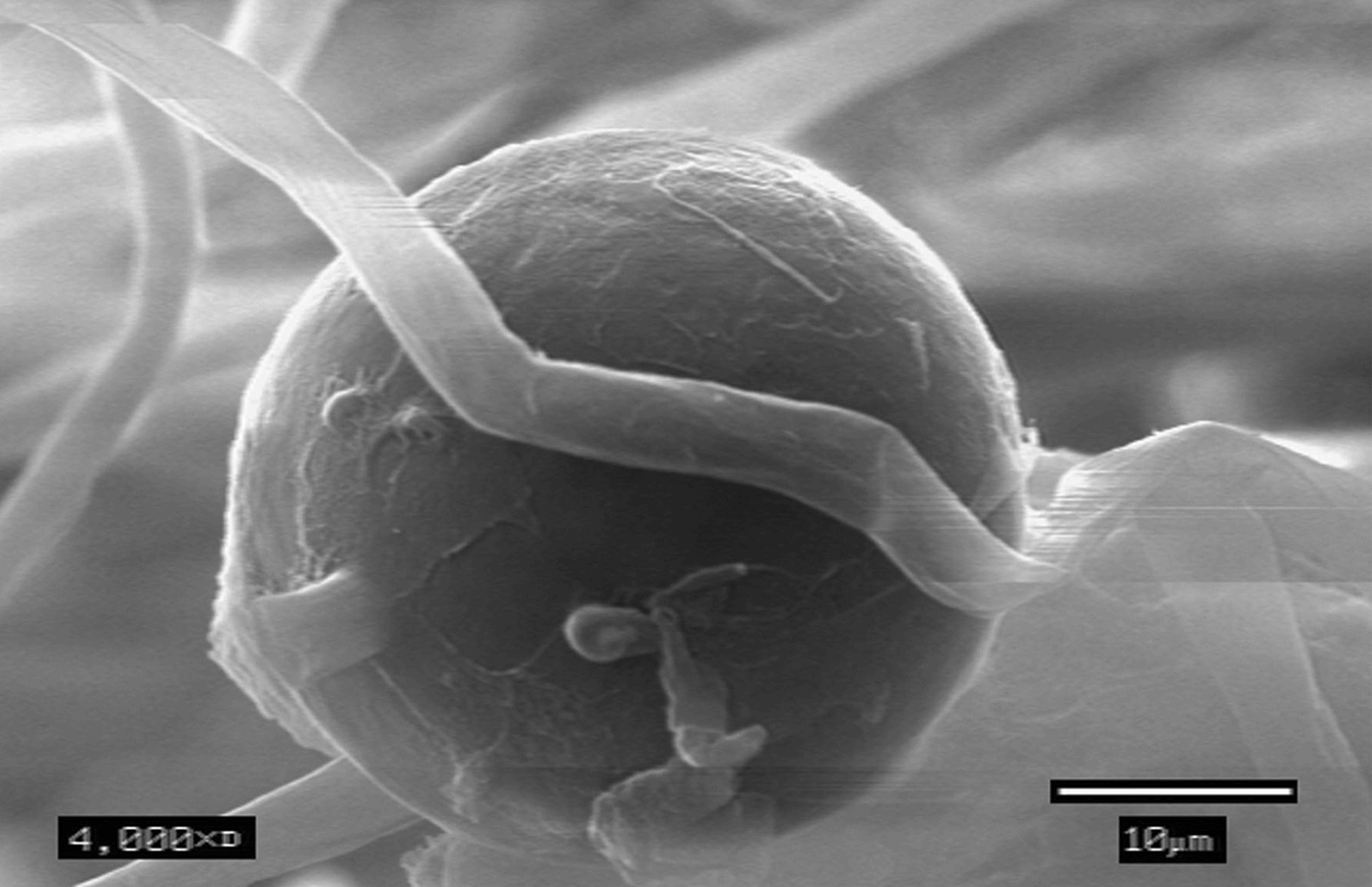
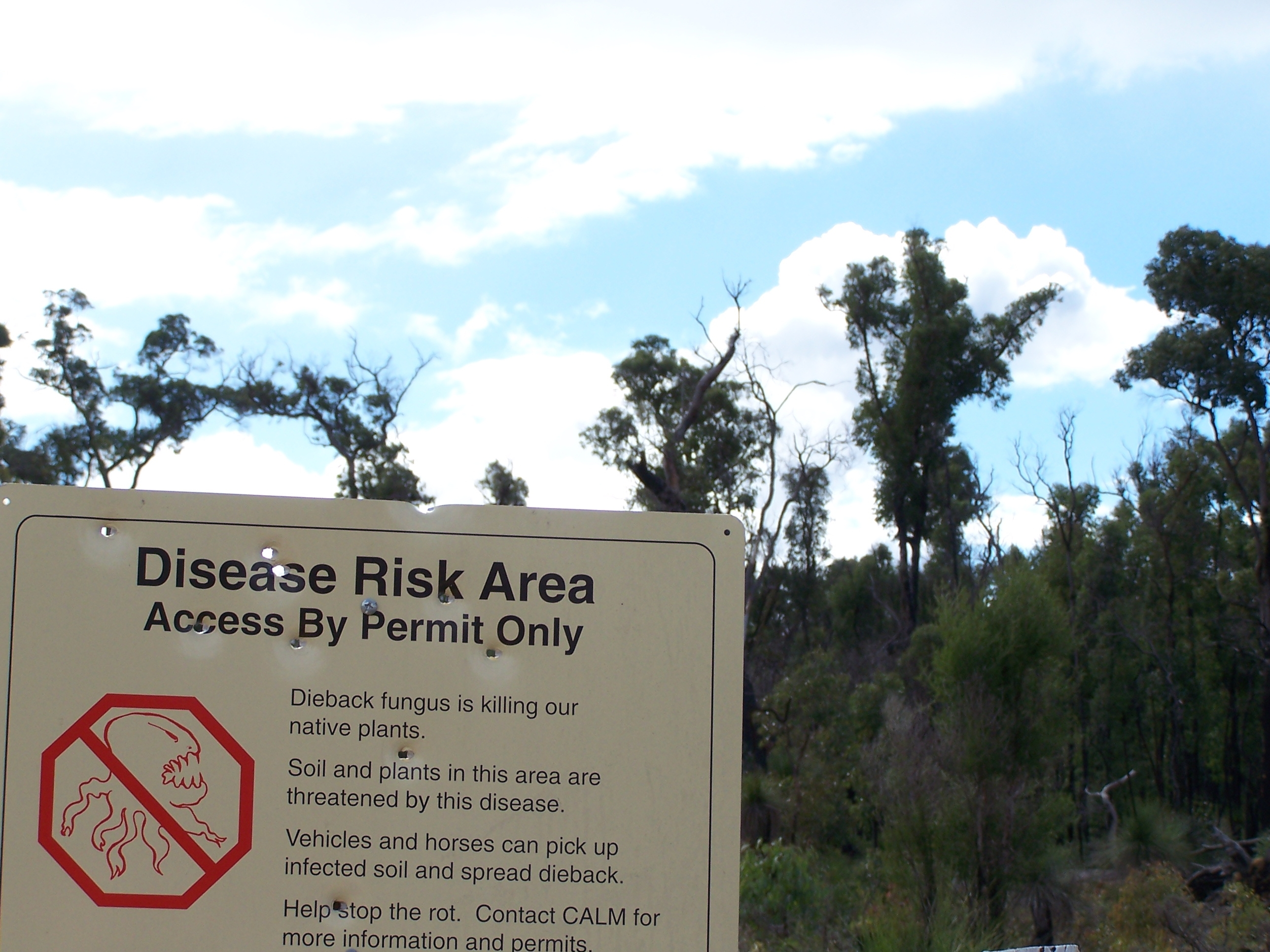
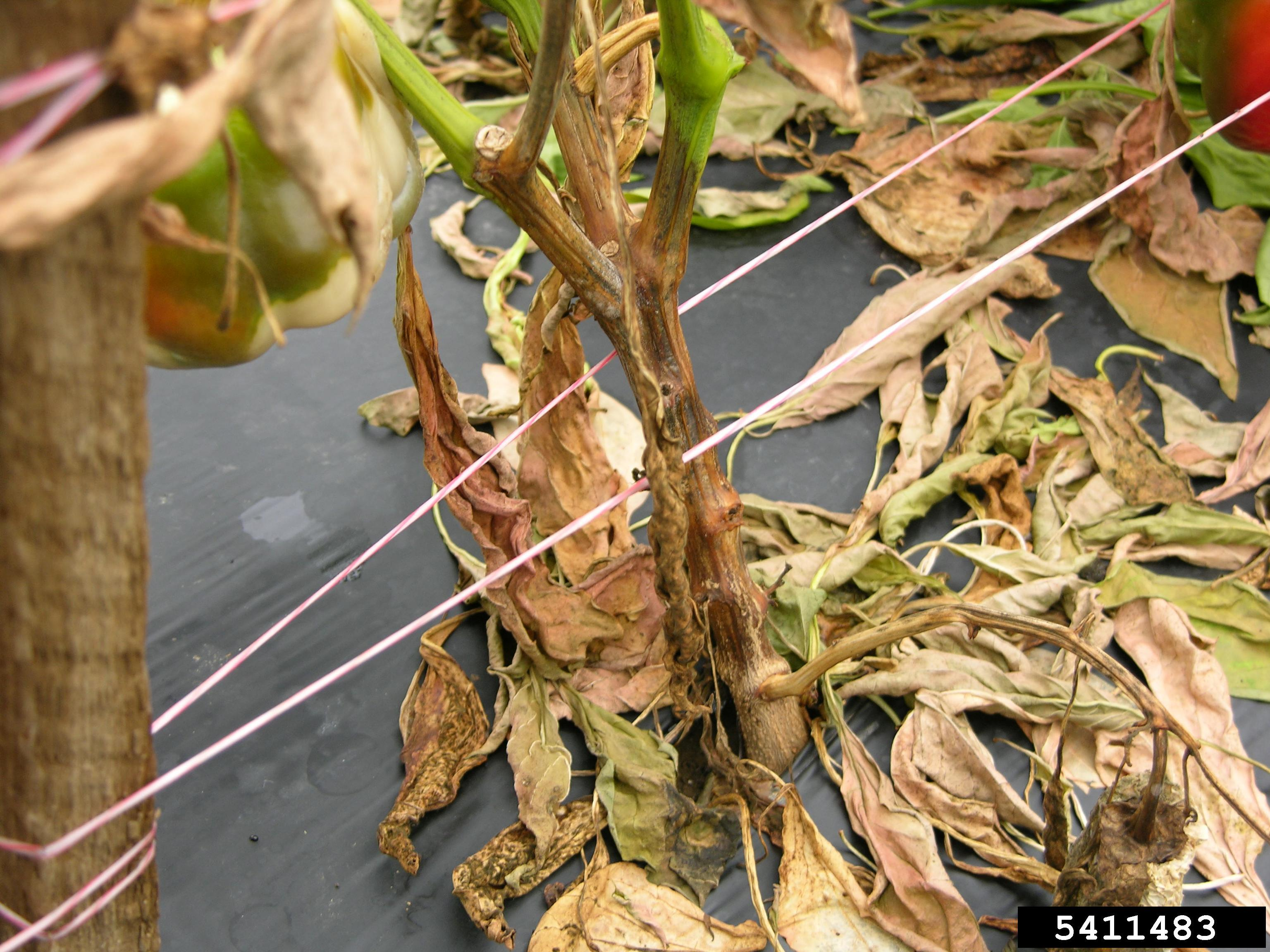
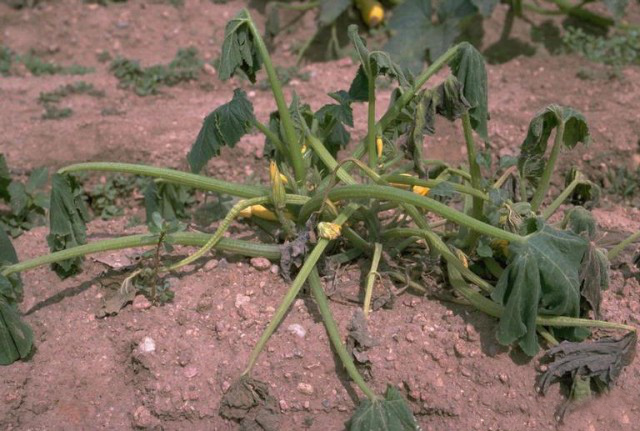